# Philipp Sturm
Philipp Sturm (Salzburgo, Austria, 23 de febrero de 1999) es un futbolista austríaco que juega como centrocampista en el TSV Hartberg de la Bundesliga austríaca.

## Trayectoria

### F. C. Liefering
Comenzó su carrera en el equipo juvenil del SV Wals-Grünau. En 2009 llegó al juvenil del Red Bull Salzburgo y luego a la academia de fútbol de Salzburgo, donde jugó en todos los equipos (sub-15, sub-16, sub-18).
En 2017 firmó con el F. C. Liefering. También formó parte del equipo sub-19 del Red Bull Salzburgo que ganó la UEFA Youth League 2016-17 y del equipo 2017-18.
Debutó como profesional jugando con el equipo filial del Red Bull Salzburgo, el F. C. Liefering, contra el Kapfenberger SV el 21 de julio de 2017.

### Chemnitzer FC
El 30 de junio de 2019 se unió al Chemnitzer FC en una transferencia libre.

## Estadísticas

### Clubes
Actualizado al último partido disputado el 2 de octubre de 2022.
| Club                      | Div.          | Temporada     | Liga  | Liga  | Copas nacionales | Copas nacionales | Copas internacionales | Copas internacionales | Total | Total |
| Club                      | Div.          | Temporada     | Part. | Goles | Part.            | Goles            | Part.                 | Goles                 | Part. | Goles |
| ------------------------- | ------------- | ------------- | ----- | ----- | ---------------- | ---------------- | --------------------- | --------------------- | ----- | ----- |
| F. C. Liefering · Austria | 2.ª           | 2016-17       | 2     | 0     | 0                | 0                | —                     | —                     | 2     | 0     |
| F. C. Liefering · Austria | 2.ª           | 2017-18       | 11    | 0     | 0                | 0                | —                     | —                     | 11    | 0     |
| F. C. Liefering · Austria | 2.ª           | 2018-19       | 19    | 3     | 0                | 0                | —                     | —                     | 19    | 3     |
| F. C. Liefering · Austria | Total club    | Total club    | 32    | 3     | 0                | 0                | 0                     | 0                     | 32    | 3     |
| Chemnitzer FC · Alemania  | 3.ª           | 2019-20       | 13    | 0     | 1                | 0                | —                     | —                     | 14    | 0     |
| Chemnitzer FC · Alemania  | Total club    | Total club    | 13    | 0     | 1                | 0                | 0                     | 0                     | 14    | 0     |
| TSV Hartberg · Austria    | 1.ª           | 2020-21       | 5     | 1     | 1                | 0                | —                     | —                     | 6     | 1     |
| TSV Hartberg · Austria    | 1.ª           | 2021-22       | 15    | 1     | 3                | 2                | —                     | —                     | 18    | 3     |
| TSV Hartberg · Austria    | 1.ª           | 2022-23       | 3     | 0     | 1                | 0                | —                     | —                     | 4     | 0     |
| TSV Hartberg · Austria    | Total club    | Total club    | 23    | 2     | 5                | 2                | 0                     | 0                     | 28    | 4     |
| Total carrera             | Total carrera | Total carrera | 68    | 5     | 6                | 2                | 0                     | 0                     | 74    | 7     |